# Vaterunser

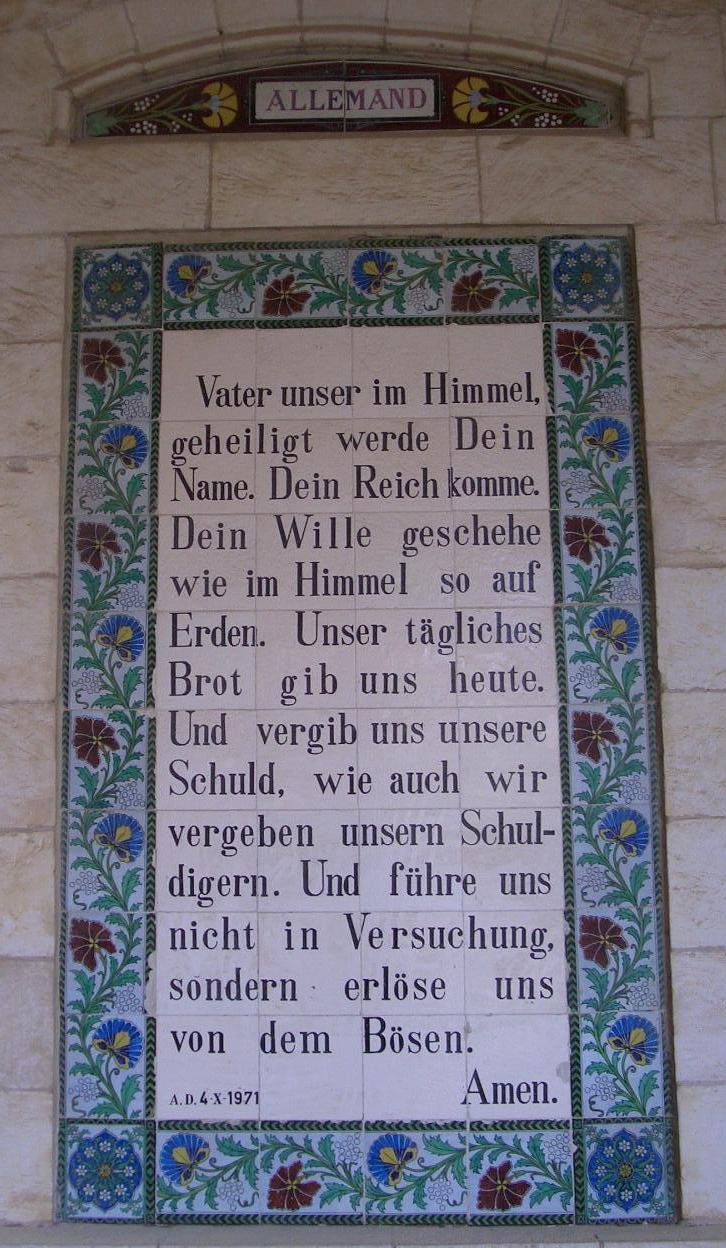
Tafel mit dem deutschen Text in der Paternosterkirche (Jerusalem)

Das Vaterunser oder Unservater (lateinisch Pater noster oder Oratio Dominica, deutsch Gebet des Herrn oder Herrengebet) ist das Gebet, das Jesus von Nazaret nach dem Neuen Testament (NT) seine Nachfolger gelehrt hat. Es ist einer der bekanntesten Texte der Bibel und des Christentums. Es gehört mit den Zehn Geboten und dem Credo zum Grundwissen des Christen und wird in den meisten christlichen Konfessionen nach Mt 6,9–13  gebetet, auch im Gottesdienst.

## Neues Testament

### Varianten
Das NT überliefert zwei Fassungen des Vaterunsers, je eine im Evangelium nach Matthäus (Mt) und im Evangelium nach Lukas (Lk):
| Mt 6,9–13                                                                     | Lk 11,2–4                                           |
| ----------------------------------------------------------------------------- | --------------------------------------------------- |
| Unser Vater in den Himmeln,                                                   | Vater,                                              |
| geheiligt werde Dein Name,                                                    | geheiligt werde Dein Name,                          |
| es komme Dein Reich,                                                          | es komme Dein Reich!                                |
| es geschehe Dein Wille                                                        |                                                     |
| wie im Himmel auch auf Erden!                                                 |                                                     |
| Unser Brot für den nächsten Tag gib uns heute!                                | Unser Brot für den nächsten Tag gib uns Tag um Tag! |
| Und lass uns nach unsere Verschuldungen,                                      | Und lass uns nach unsere Sünden,                    |
| wie auch wir nachgelassen haben unseren Schuldnern!                           | denn auch wir lassen nach jedem, der uns schuldet!  |
| Und bringe uns nicht in Versuchung hinein,                                    | Und bringe uns nicht in Versuchung hinein!          |
| sondern errette uns von dem Bösen!                                            |                                                     |
| Denn dein ist das Reich und die Kraft und die Herrlichkeit in Ewigkeit. Amen. |                                                     |

Die beiden Fassungen unterscheiden sich nach Umfang und Wortwahl:
- Gott wird bei Mt „Unser Vater in den Himmeln“, bei Lk nur als „Vater“ angeredet.
- Die dritte Bitte bei Mt fehlt bei Lk.
- Die Brotbitte ist bei Mt mit „heute“, bei Lk mit „täglich“ formuliert.
- Bei Mt wird Vergebung oder Erlassung von „Schulden“, bei Lk von „Sünden“ erbeten.
- Im Nachsatz „wie auch wir…“ steht bei Mt ein Aorist („vergeben haben“), bei Lk Präsens („vergeben“).
- Nur bei Mt ist die Bitte um Bewahrung vor der Versuchung mit der Bitte um Errettung vom Bösen ergänzt.

Somit wurde das Gebet eher ergänzt als gekürzt, und die kürzere Lk-Fassung ist eher die ältere. Die Varianten zeigen, dass die Urchristen eher den Inhalt des Gebets in der Sprache der Adressaten weitergeben als einen „echten“ Wortlaut Jesu streng bewahren wollten.
Die Doxologie („rühmendes Wort“) am Mt-Schluss fehlt bei Lk und in den ältesten Mt-Handschriften. Eine spätere Mt-Redaktion ergänzte sie, wohl für einen im Gottesdienst liturgisch verbindlich rezitierbaren Gebetsabschluss. Dabei erweiterte der Redaktor eine ältere zweigliedrige Doxologie des Vaterunsers in der Didache auf drei Glieder. Die Doxologie kommt auf die Anfangsbitte um das Kommen des Reiches Gottes zurück und gibt die vorausgegangene Zusage Gottes im Munde Jesu gleichsam appellativ an Gott zurück. Die übrigen Zusätze lehnen sich wohl an Gebetssätze Jesu wie „Dein Wille geschehe“ in Getsemani (Lk 22,42 ) und „bewahre sie vor dem Bösen“ im „hohepriesterlichen Gebet“ (Joh 17,15 ) an.

### Struktur
Beide Fassungen sind formal in Anreden und Bitten unterteilt und haben dieselbe Abfolge. Die Anreden („Dein Name – Reich – [Wille]“) sind als Wünsche im Imperativ formuliert und beziehen sich im Gesamtkontext der Verkündigung Jesu auf Gottes eigene Anliegen und Ziele. Die Beter bejahen diese mit diesen Wunschsätzen zuerst, ordnen ihre eigenen Bedürfnisse also Gottes Anliegen unter.
Dem folgen die Wir-Bitten um materielle und geistliche Anliegen der Beter (Nahrung bzw. Existenzerhaltung, Vergebung, Bewahrung vor Versuchung). Die materiellen Bedürfnisse sind den geistlichen vorgeordnet, dafür werden letztere breiter behandelt.
Der im Indikativ oder Präsens formulierte Nachsatz („wie auch wir“) verbindet die Vergebungsbitte an Gott eng mit dem analogen zwischenmenschlichen Verhalten. Damit beteuern und versprechen die Beter, ihren Mitmenschen auch künftig wie Gott zu vergeben bzw. ihnen Schulden zu erlassen. Das macht die Nachahmung Gottes zum Ansatz der Nachfolge Jesu. Dabei wird die Gottesebenbildlichkeit des Menschen (nicht die der ganzen Schöpfung) nach Gen 1,26f.  vorausgesetzt: Das ganze Menschsein soll ein Hinweis auf das Wesen des Schöpfers sein, einen Rückschluss auf Gott erlauben.
Wie die Wir-Bitten zeigen, wurde das Vaterunser von Anfang an in Gemeinschaft gebetet. Dazu mussten die Beter es auswendig lernen. Die Lukasfassung enthält fünf Bitten, wahrscheinlich um sie an den Fingern einer Hand abzählen und so merken zu können. Die Matthäusfassung enthält sechs oder sieben Bitten, je nachdem ob man den Nachsatz „sondern erlöse uns von dem Bösen“ zur sechsten Bitte zählt oder als eigene siebte Bitte auffasst. Sie lässt sich ohne die Doxologie in zehn Zeilen oder Sprecheinheiten einteilen. Dabei fallen die beiden Hälften genau mit dem Einschnitt zwischen Du-Anreden und Wir-Bitten zusammen. Diese Einteilung ist wie beim Dekalog an zehn Fingern abzählbar, also ebenfalls wohl didaktisch begründet.

### Kontext
Die Matthäusfassung steht in der Mitte der Bergpredigt, die als Lehre Jesu seinem heilvollen Handeln vorangestellt ist (Mt 5,1f ). Das Vaterunser konkretisiert Jesu Lehre vom Beten der Nachfolger (Mt 6,5–15 ): Es soll sich von einer öffentlichen, wortreichen, auf Außenwirkung bedachten Art des Betens bei Pharisäern und Nichtjuden unterscheiden. Seine Grundlage ist die allem Beten vorlaufende Zusage in Mt 6,8 : „Euer Vater weiß, was ihr braucht, ehe ihr darum bittet.“ Darauf folgt die Aufforderung (Mt 6,9a ): „Darum sollt ihr so beten: […]“
In der Lukasfassung folgt Jesu Gebetslehre auf ein eigenes Gebet Jesu und eine Bitte eines Jüngers (Lk 11,1–4 ):

„Jesus betete einmal an einem Ort; als er das Gebet beendet hatte, sagte einer seiner Jünger zu ihm: Herr, lehre uns beten, wie auch Johannes seine Jünger beten gelehrt hat! Da sagte er zu ihnen: Wenn ihr betet, so sprecht: […]“

Demnach gehörte die Anleitung zu einer bestimmten Gebetspraxis zu dem, was ein Jünger von seinem Meister erwartete. Offenbar lehrten Johannes und Jesus ihre Nachfolger jeweils besondere Gebete. Das Vaterunser war also ein Erkennungsmerkmal der Jesusnachfolger. Dies bestätigen zwei Verse der Paulusbriefe (Gal 4,6 } und Röm 8,15f. ):

„Weil ihr aber Söhne seid, sandte Gott den Geist seines Sohnes in unsere Herzen, den Geist, der ruft: Abba, Vater.“

„[…] ihr habt den Geist der Kindschaft empfangen, in dem wir rufen: Abba, Vater!“

Die doppelte, aramäische und griechische Vater-Anrede spielt wahrscheinlich auf das Vaterunser an, da Jesus selbst Gott laut Mk 14,36  mit Abba anredete. Solche aramäischen Zitate übernahm Paulus von Tarsus aus der Jerusalemer Urgemeinde. Somit gehörte das Vaterunser zu deren Erkennungszeichen und wurde von den Urchristen als Gabe des Heiligen Geistes verstanden. Die Gott so familiär Anredenden seien „Kinder Gottes“.

### Entstehung
Beide Varianten des Vaterunsers gehören zu jenen Texten, die nur bei Mt und Lk vorkommen und dort großenteils wörtlich übereinstimmen. Die historisch-kritische NT-Forschung ordnet diese Texte der hypothetischen Logienquelle Q zu, also gemäß der Zweiquellentheorie der zweiten schriftlichen Vorlage von Mt und Lk neben dem Evangelium nach Markus. Die Logienquelle enthält fast nur wörtliche Rede Jesu. Ihre ältesten Textbestandteile spiegeln die Situation missionierender Wanderprediger, die Jesus zu ihren Lebzeiten begegnet waren und seine Worte anfangs mündlich überliefert hatten. Darum führt die NT-Forschung einen Kern des Vaterunsers, der der älteren Lukasfassung nahekommt, auf Jesus selbst zurück.
Das griechische Adjektiv Epiousion in der Brotbitte kommt nur hier im NT vor (Hapax legomenon). Es übersetzte eventuell das aramäische Wort machar („morgen“, „morgig“), um die für den kommenden Tag nötige Nahrungsmenge zu erbitten. Es verweist also auf eine aramäische Urfassung des Gebets.
Ein Versuch, das Vaterunser dem historischen Jesus abzusprechen und auf eine bloße Bearbeitung jüdischer Gebete durch Urchristen zurückzuführen, setzte sich vor allem wegen widersprüchlicher oder falscher Anwendung der Echtheitskriterien in der NT-Forschung nicht durch.

### Jüdische Tradition
Das Vaterunser knüpft an Gebetstraditionen des Judentums an. Zu jeder seiner Aussagen gibt es jüdische Vorbilder und Parallelen. Jüdische Gebete wurden auf Hebräisch gesprochen und gelehrt. Dagegen lehrte Jesus das Vaterunser auf Aramäisch, der damaligen Umgangssprache einfacher Juden.
Er redete JHWH nicht wie im Judentum üblich als Adonai („Herr“) an, sondern als „Vater“, aramäisch Abba, und lehrte seine Jünger diese Anrede. Die Metapher „Vater“ für JHWH ist im Tanach selten und bezieht sich im Gebetskontext vor allem auf Gottes fürsorgliches Erbarmen. Die schlichte „Vater“-Anrede war damals bereits im jüdischen Privatgebet üblich, jedoch nicht im Gottesdienst der Synagoge. Die Anrede „Unser Vater im Himmel“ taucht auch in der damaligen Literatur der Tannaim (~0–200 n. Chr.) auf.
Der Wunsch „Geheiligt werde Dein Name“ entspricht der ersten Bitte des Kaddisch: „Erhoben und geheiligt werde sein großer Name in der Welt […]“ Analog zum nächsten Satz „Dein Reich komme“ folgt auch im Kaddisch: „[…] sein Reich erstehe in eurem Leben und in euren Tagen und dem Leben des ganzen Hauses Israel schnell und in naher Zeit.“ Auch die Berakhaformel (Lob- und Segensformel) der Liturgie des zweiten Jerusalemer Tempels verband die Heiligung des Gottesnamens mit dem (im Himmel schon ewig präsenten, auf Erden als Zukunft erwarteten) Reich Gottes: „Gepriesen sei der Name der Herrlichkeit seiner Königsherrschaft für immer und ewig.“ Sinngemäß erscheint die Bitte um das zukünftige Aufrichten der Königsherrschaft Gottes auch im Achtzehnbittengebet: „Bringe wieder unsere Richter wie vordem […] und sei König über uns, Du allein.“
Der Satz „Dein Wille geschehe, wie im Himmel, so auf Erden“ knüpft an die biblische Vorstellung vom „Himmel“ als Bereich JHWHs an, in dem sein Wille schon herrscht. Laut Ps 103,19-21  führen die Engel diesen Willen widerspruchslos aus. So sollen auch die Menschen auf der Erde Gottes Willen erfüllen. Der biblischen Hoffnung auf Gottes Reich entspricht der Gehorsam gegenüber JHWHs Tora: Dies lehrten Rabbiner ebenso wie Jesus, etwa in einer Sifra zu Lev 18,2  und der Mischnah (Ber 2,2) zum Schma Jisrael. Dabei geraten die Tora-Befolger laut 2 Makk 15,1-5  unter Umständen in tödliche Konflikte mit irdischen Herrschern, die JHWHs Willen zynisch missachten und ihn aus der Welt ausgrenzen. Gehorsam gegenüber JHWH beinhaltet daher im Judentum wie im Urchristentum die Bereitschaft zum Konflikt mit der Staatsräson und den Widerstand gegen eine angebliche Eigengesetzlichkeit von politischer Macht.
Der Anrede Gottes als „Vater“ entspricht die Bitte um Vergebung und um die eigene Vergebungsbereitschaft. Denn die Bibel verknüpft Gottes väterliche Fürsorge mit seiner Barmherzigkeit, etwa Ps 103,13 : „Wie ein Vater sich seiner Kinder erbarmt, so erbarmt sich der HERR über alle, die ihn fürchten.“ Demgemäß gebot Jesus Feindesliebe nach Gottes Vorbild (Lk 6,36 ): „Seid barmherzig, wie es auch euer Vater ist!“ Das Nachahmen von Gottes vergebender Barmherzigkeit gehörte zur gelebten jüdischen Alltagsreligion. Indem Jesus die Vergebungsbitte hinter die Brotbitte stellte, machte er das Vergeben zur Alltagspraxis seiner Nachfolger, setzte also ihr tägliches Zurückbleiben hinter Gottes Willen voraus. Damit verstärkte er eine jüdische Tradition, die Vergebung wie Johannes der Täufer mit der Taufe an eine einmalige, durchgreifende Lebenswende band.
Der hinzugefügte Lobpreis am Gebetsende lehnt sich eventuell an König Davids Gebet nach 1 Chr 29,11  an.

## Übersetzungen

### Rückübersetzungen ins Aramäische
Manche Neutestamentler übersetzen die ältesten griechischen NT-Handschriften des Gebets ins Aramäische. Sie versuchen damit, einen vermuteten historischen Wortlaut zu rekonstruieren, da Jesus von Nazaret Aramäisch gesprochen hat. Der evangelische Theologe Günther Schwarz vermutete ein aramäisches Gebet Jesu in Reimform:

„Abba! Lass geheiligt werden Deine Gegenwart! Lass sich ausbreiten Deine Herrschaft! Lass geschehen Deinen Willen! Lass uns geben unsere Nahrung! Lass uns vergeben unsere Sünden! Lass uns retten aus unserer Versuchung!“

Darin entfiel der Unterschied zwischen Du- und Wir-Bitten, die alle um das Tun der Beter bitten. Vergebung, erläuterte Schwarz, habe Jesus erst nach dem Tod von Gott erwartet. Universitätstheologen wie Markus Tiwald lehnen Schwarz' Methodik und Übersetzung als unwissenschaftlich ab.
Die Altphilologin Ursula Schattner-Rieser legte ihrer Rekonstruktion von 2019 die „mittelaramäische-palästinensische Phase“ von Texten aus Qumran zugrunde. Ihre Rückübersetzung unterscheidet sich in vielen Details von anderen.

### Vulgata
In der lateinischen Vulgata (entstanden um 380) lautet das Vaterunser:

„Pater noster qui es in caelis,
 sanctificetur nomen tuum.
 Adveniat regnum tuum.
 Fiat voluntas tua
 sicut in caelo et in terra.
 Panem nostrum supersubstantialem
 da nobis hodie.
 Et dimitte nobis debita nostra,
 sicut et nos dimittimus debitoribus nostris.
 Et ne nos inducas in temptationem,
 sed libera nos a malo.
 Amen.“

Der Übersetzer Hieronymus gab das griechische Adjektiv epiousion in Lk 11,3 mit cotidianum („täglich“), in Mt 6,11 dagegen mit supersubstantialem („übernatürlich“) wieder. Das deutete das erbetene Brot als nichtmaterielle Nahrung und bahnte die spätere Transsubstantiationslehre zur Eucharistie an. Die Römisch-Katholische Kirche übernahm jedoch cotidianum in ihre bis heute verwendete lateinische Matthäusversion des Gebets.

### Lutherbibel
Die Lutherbibel von 1545 wurde mehrfach revidiert, zuletzt 2017. Dort lautet Mt 6,9–13 :

„Unser Vater im Himmel! Dein Name werde geheiligt. Dein Reich komme. Dein Wille geschehe wie im Himmel so auf Erden. Unser tägliches Brot gib uns heute. Und vergib uns unsere Schuld, wie auch wir vergeben unsern Schuldigern. Und führe uns nicht in Versuchung, sondern erlöse uns von dem Bösen. [Denn dein ist das Reich und die Kraft und die Herrlichkeit in Ewigkeit. Amen.]“

In seinem Kleinen Katechismus (1529) legte Martin Luther das „Brot“ der Brotbitte gegen die spiritualisierende Umdeutung umfassend als „alles, was not tut für Leib und Leben“ aus und zählte dann detailliert auf, was für den gesamten Lebensunterhalt unbedingt nötig sei.
Der Lutherbibel von 1984 folgen Evangelisch-lutherische Kirchen und Reformierte Kirchen. Letztere teilen die Matthäusversion gemäß Johannes Calvins Genfer Katechismus in sechs statt sieben Bitten ein. Auch die Neuapostolische Kirche übernahm das Vaterunser der Lutherbibel.

### Ökumenische Fassungen
Das ökumenische Vaterunser der Arbeitsgemeinschaft für liturgische Texte (ALT) von 1968 stimmt bis auf die umgestellte Anrede „Vater unser“ wörtlich mit der Lutherbibel von 1984 überein. Es weicht nur geringfügig von früheren römisch-katholischen, lutherischen und alt-katholischen Fassungen ab: etwa mit „im Himmel“ statt „der du bist im Himmel“, „geheiligt“ statt „geheiliget“, „Dein Reich komme“ statt „zu uns komme Dein Reich“, „so auf Erden“ statt „also auch auf Erden“, „unser tägliches Brot“ statt „unser täglich Brot“, „wie auch wir vergeben“ statt „wie wir vergeben“, „von dem Bösen“ statt „von dem Übel“. Sie unterteilt die Verse oder Satzteile mit Punkten statt mit Kommata oder Ausrufezeichen.
Auch das matthäische Vaterunser in der revidierten Einheitsübersetzung von 2016 (Mt 6,9-13 ) steht dem der Lutherbibel von 1984 nahe:

„Unser Vater im Himmel, geheiligt werde dein Name, dein Reich komme, dein Wille geschehe wie im Himmel, so auf der Erde. Gib uns heute das Brot, das wir brauchen! Und erlass uns unsere Schulden, wie auch wir sie unseren Schuldnern erlassen haben! Und führe uns nicht in Versuchung, sondern rette uns vor dem Bösen!“

### Der oder die „Himmel“
Mt 6,9 redet Gott als „Vater unser in den Himmeln“ an. Der griechische Plural ouranois geht auf das hebräische Schamajim zurück, dessen Endsilbe stets eine Mehrzahl bedeutet. Darum übersetzte die Vulgata das Wort hier pluralisch mit in caelis, in der Willensbitte (Mt 6,10) dagegen singularisch mit in caelo. Auch französische und viele heutige deutsche Bibelübersetzungen unterscheiden Singular und Plural bei dem Wort, während die Elberfelder Bibel und die englische King James Bibel beide Male den Singular verwenden. Dieser erschien erstmals im frühesten deutschsprachigen Vaterunser im St. Gallener Katechismus (um 800).

### Die Vergebungsbitte
Die Vergebungsbitte wird meist nach Lk 11,4 im Präsens („wie auch wir vergeben“), nicht nach Mt 6,12 im Perfekt („wie auch wir […] vergeben haben“) übersetzt. Demnach soll der Betende Gott nicht um Vergebung bitten, bevor er nicht selber vergeben hat. Das Präsens entspricht Mt 6,14f. :

„Denn wenn ihr den Menschen ihre Verfehlungen vergebt, dann wird euer himmlischer Vater auch euch vergeben. Wenn ihr aber den Menschen nicht vergebt, dann wird euch euer Vater eure Verfehlungen auch nicht vergeben.“

### Die Bitte um Bewahrung vor Versuchung
Mt 6,13 nennt Gott als Subjekt und wird meist mit „Und führe uns nicht in Versuchung“ übersetzt. Die spanische Fassung lautete seit dem 16. Jahrhundert: „Lass uns nicht in Versuchung fallen“. Manche deutschen Bibelexegeten übersetzten den Vers seit den 1960er Jahren sinnerfassend mit „Und lass uns nicht in Versuchung geraten“.
2013 beschlossen die katholischen Bischöfe Frankreichs, diese Änderung zum ersten Advent 2017 in Frankreich einzuführen. Papst Franziskus unterstützte sie dabei und kritisierte die traditionelle Übersetzung: Nicht Gott, sondern Satan führe den Menschen in Versuchung. 2016 beschloss auch die Vereinigte Protestantische Kirche Frankreichs, das bisherige „Unterwirf uns nicht der Versuchung“ zu „Lass uns nicht in Versuchung eintreten“ zu ändern, um das Vaterunser weiter mit Katholiken gemeinsam beten zu können. Die reformierten Kirchen der Schweiz und die Schweizerische Evangelische Allianz wollten die Änderung bis Ostern 2018 übernehmen. Ab November 2020 änderte auch die katholische Kirche in Italien die Aussage „Führe uns nicht in Versuchung“ zu „Überlasse uns nicht der Versuchung“.
Dagegen lehnte die Deutsche Bischofskonferenz (DBK) die Änderung im Januar 2018 ab, um nicht in den griechischen Originaltext einzugreifen und den im gesamten deutschen Sprachraum einheitlichen Gebetstext zu bewahren. Die Bitte drücke das Vertrauen in Gott aus, uns vor Versuchung zu bewahren, nicht das Gegenteil. Auch EKD-Vertreter sahen keinen Änderungsbedarf. Der evangelische Theologe Thomas Wagner kritisierte den Papst-Vorschlag als „konfessionelle Exegese“. Sein katholischer Kollege Thomas Söding betonte: „Wer mit den Worten Jesu beten will, hält sich am besten ans Neue Testament.“ Bischof Rudolf Voderholzer warnte vor einer „Verfälschung der Worte Jesu“, die Mt und Lk hier einheitlich überlieferten. Man müsse sie so erklären, „dass das Gottesbild nicht verdunkelt wird“.

## Gottesdienst

### Antike und Mittelalter
Das Vaterunser erhielt früh einen festen Platz im christlichen Gottesdienst. Gemäß der Didache (8,2f.) sollten Christen es auch privat dreimal am Tag beten.
Seit Ambrosius von Mailand erfolgte das Vaterunsergebet liturgisch nach dem Canon Missae und vor der Kommunion. Bei Augustinus von Hippo bereitete es als Bischofsgebet die Kommunion vor. In der Mailändischen Messe (8. Jahrhundert) hatte es seinen festen Platz nach Oration und Invitatorium, vor dem Embolismus. Das Messbuch, das ambrosianische Missale und das Missale Romanum nahmen verschiedene Gesangsformen des Vaterunsers auf; in einigen sollte die Gemeinde die gesungenen Bitten mit Amen beantworten und die siebte Bitte selbst singen. Bis auf diese Beteiligung der Laien blieb das Vaterunser im römischen Ritus bis 1965 ein Priestergebet. Im orientalischen und gallikanischen Ritus dagegen sang es stets die ganze Gemeinde.
Das Vaterunser gehört auch zu einigen Horen des Stundengebets, das ab dem 2. Jahrhundert entstand und im christlichen Mönchtum weiterentwickelt wurde. Mit ihm schließt unter anderem die morgendliche Laudes.
Später ordneten die Kapitularien Karls des Großen an, dass jeder Christ es auswendig hersagen können sollte. Wer dies nicht vermochte, sollte nicht als Pate (Taufzeuge) zugelassen werden. Aus dieser Zeit, dem späten 8. und frühen 9. Jahrhundert, stammen die ersten althochdeutschen Vaterunser. Das Freisinger Paternoster war zudem kommentiert.

### Römisch-katholische Kirche
Das Vaterunser gehört zum festen Ablauf der römisch-katholischen heiligen Messe. Es folgt auf das eucharistische Hochgebet, ihm folgen der Friedensgruß und das Agnus Dei. Noch nach der Liturgie von 1962 sprach oder sang der Zelebrant die ersten Vaterunserbitten allein. Nur die letzte Bitte (sed libera nos al malo) sprachen oder sangen die Ministranten oder die Choralschola. Die Liturgische Bewegung bezog im 20. Jahrhundert jedoch zunehmend alle Gottesdienstteilnehmer ein.
Die vom Zweiten Vatikanischen Konzil ab 1963 eingeleitete Liturgiereform wurde mit dem Ordo Missae von 1969 verbindlich eingeführt. Sie sieht vor, dass die Laien viele Teile der Messe, darunter das Vaterunser, in ihrer Landessprache mitsprechen oder mitsingen. Seitdem gehören der Embolismus des Zelebranten und die folgende Doxologie, die bis dahin gefehlt hatten, zur Messliturgie.
Das Vaterunser gehört zum Ritus einer Sakramentenspendung (Taufe, Firmung, Krankensalbung, Krankenkommunion, Eheschließung), die außerhalb der heiligen Messe geschieht. Bei der kirchlichen Begräbnisfeier wird es am Grab gebetet, bei Wort-Gottes-Feiern und Andachten meist vor der abschließenden Segensbitte.
Das Vaterunser ist auch Teil des Rosenkranzgebets. Jeder der fünf Teile (Gesätze) besteht aus einem Vaterunser und dem danach zehnmal wiederholten Ave Maria.

### Orthodoxe Kirchen

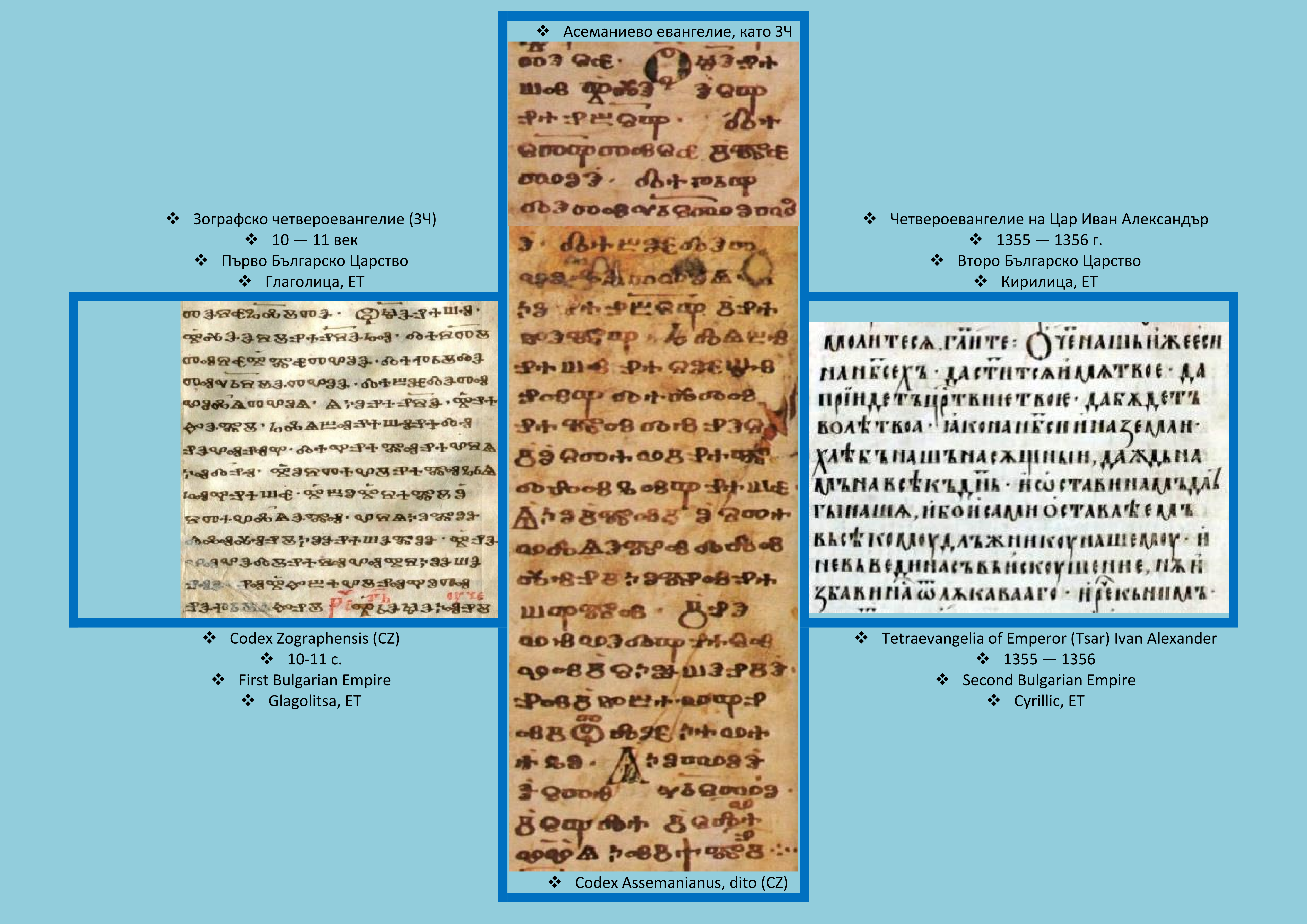
Vaterunser in Glagoliza, 10./11. Jahrhundert, und Kyrilliza aus dem Tetraevangeliar von Zar Iwan Alexander, 1355

Auch im byzantinischen Ritus der orthodoxen Kirchen gehört das Vaterunser zur Vorbereitung auf die Eucharistie. Wie in der römisch-katholischen und evangelischen Liturgie folgt es auf Präfation, Sanctus, Anamnese (Erinnerung mit den Einsetzungsworten) und Epiklese (Bitte um den Heiligen Geist). Die Epiklese erfolgt als Ektenie des Priesters, der Gott um Annahme des Opfers und Gnade für die Teilnehmer der Kommunion bittet.
Darauf singt die Gemeinde stehend das Vaterunser. In Teilen der Orthodoxie spricht der Priester das Vaterunser allein, wie es im Zarismus üblich war. Anders als bei Katholiken und Protestanten folgt dann nicht das Agnus Dei, sondern direkt die Kommunion.

### Evangelische Kirchen
Martin Luther formulierte für seine Deutsche Messe (1526) anstelle der Fürbitte eine Paraphrase des Vaterunsers, die der Prediger am Altar oder von der Kanzel sprechen sollte. Beim Abendmahlsgottesdienst ließ er Präfation und Sanctus vor dem Vaterunser weg und rückte dieses vor die Einsetzungsworte. Dem folgten andere Reformatoren. Im lutherischen Predigtgottesdienst ohne Abendmahl rückte das Vaterunser vor den Segen am Ende.
Die Mitgliedskirchen der EKD geben dem Vaterunser in ihren Agenden einen festen Platz. Im gewöhnlichen lutherischen Hauptgottesdienst schließt es das allgemeine Fürbittengebet ab. Darauf folgt der Aaronitische Segen zur Entlassung der Gemeinde. Im Abendmahlsgottesdienst folgt es auf das Agnus Dei nach Präfation, Sanctus, Einsetzungsworten; ihm folgt die Austeilung. In diesem Kontext beziehen sich die Vaterunserbitten unmittelbar auf das folgende Abendmahl. Dadurch wird dieses zur Feier der ganzen fortlaufenden Heilsgeschichte.

### Kirchenlieder
Das Vaterunser wird im Gottesdienst seit langem auch gesungen. Ältester Beleg dafür ist ein Sakramentar der Abtei Montecassino aus dem 8. Jahrhundert.
Die Gesangbücher der Großkirchen enthalten Vaterunserlieder verschiedener Herkunft. Das katholische Gotteslob von 1975 enthielt für die Liturgie die deutschsprachigen Lieder Nr. 362, 363 und 691 sowie das lateinische Nr. 378. Im Stammteil fehlte ein Vaterunserlied für den Gemeindegesang. Das Gotteslob von 2013 enthält für die Messe weiterhin das gregorianische Paternoster Nr. 589,2 (deutsch) und 589,3 (lateinisch, früher Nr. 362), für das Stundengebet Nr. 632,2. Hinzu kommen das ostkirchliche Vaterunserlied Nr. 661,8 und das Vaterunserlied von Peter Janssens (Nr. 731).
Das Evangelische Gesangbuch (EG) von 1994 enthält für die Abendmahlsliturgie die Vaterunserlieder EG 186, 187, 188 und 659. Melodie und Text von EG 186 sind mit GL 589,2 (früher GL 362) identisch; dieses gregorianische Lied wird daher auch als ökumenisches Vaterunser bezeichnet. Für den Gemeindegesang gibt es EG 344 (Vater unser im Himmelreich nach Luthers Text von 1539) und eine gregorianische Litanei für die Tagesgebete. In der Regionalausgabe für Niedersachsen/Bremen ist dies Nr. 783.8, identisch mit Nr. 784,8; 785,8; und 786,12.
Einige neuere evangelische Vaterunserlieder sind nicht in das EG gelangt. Besonders erfolgreich wurde Unser Vater von Christoph Zehendner (Text) und Hans Werner Scharnowski (Melodie) für ihr Album Felsenfest – Lieder zur Bergpredigt (1994). Für die Französisch-reformierte Kirche komponierte Clément Marot ein französisches Vaterunserlied.

### Brüderbewegung
Die Brüderbewegung lehnt das Beten des Vaterunsers ab: Jesus habe es nur seinen Jüngern vor Ostern gegeben, nicht der Gemeinde danach. Diese Auffassung beruht theologisch auf dem Dispensationalismus, der die biblische Heilsgeschichte in Epochen einteilt und diese streng voneinander abgrenzt. Der Begründer der dispensationalistischen Bibelauslegung John Nelson Darby ordnete Jesu vorösterliche Verkündigung dem Judentum, nicht der Kirche zu, so dass Jesus das Vaterunser nicht die Christen gelehrt habe. Darum fehlt es in von Darby beeinflussten freikirchlichen Gottesdiensten.

## Rezeption

### Bildende Kunst

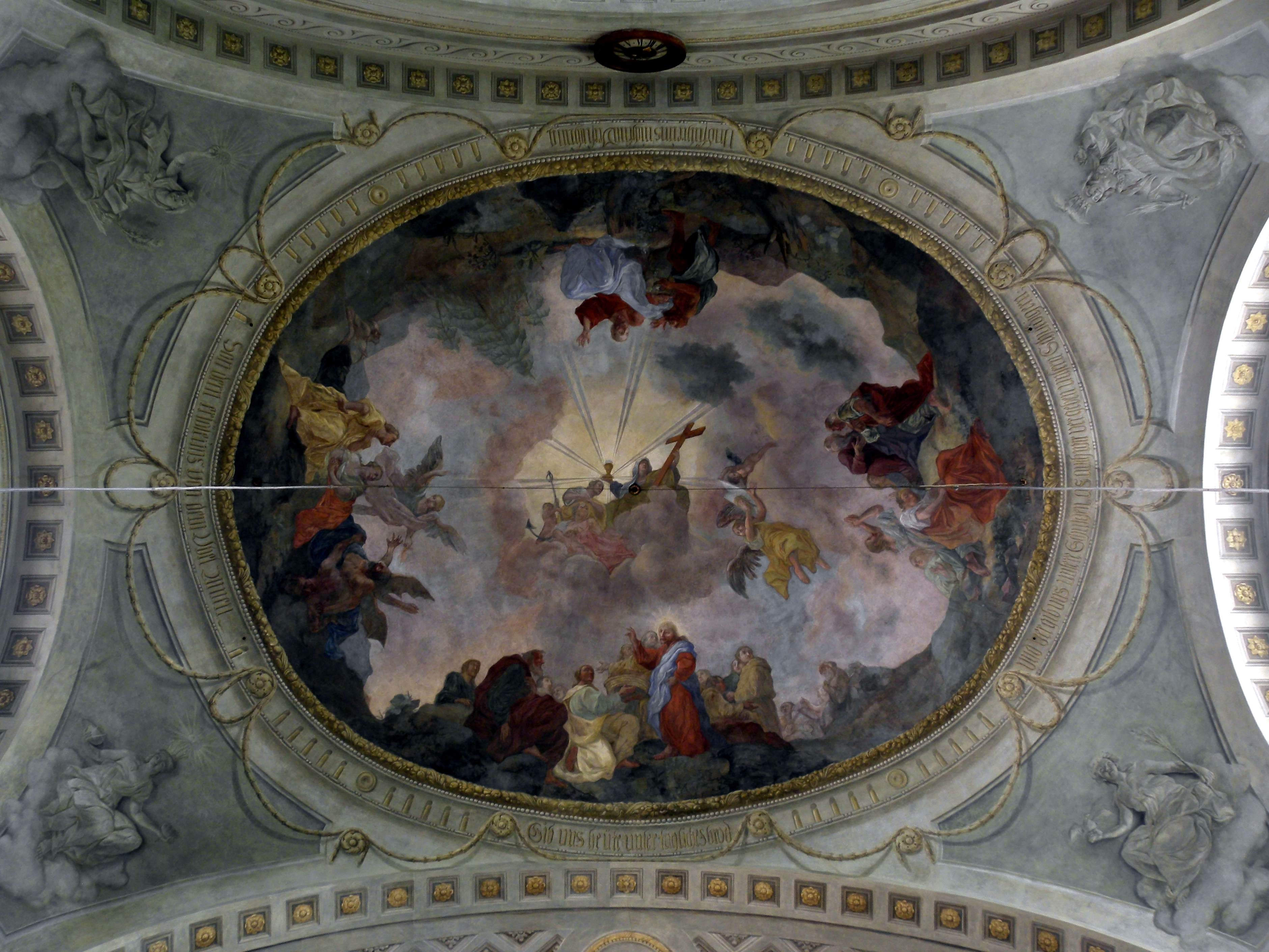
Kuppelfresko der Lichtentaler Pfarrkirche mit den sieben Vaterunserbitten

Seit dem Mittelalter entstanden bebilderte Septenare zum Vaterunser, anknüpfend an die seit Augustinus übliche Einteilung von Mt 6,9–13 in sieben Bitten. Sie wurden auf Septenare zu anderen religiösen Themen bezogen, etwa zu den Seligpreisungen, Gaben des Heiligen Geistes, Leidensstationen Christi, Tugenden und Lastern. Sie wurden graphisch mit figurae auf einem Blatt bebildert, bevorzugt als Rad (rota), Baumschema (arbor), Tabelle (scalae) oder Perlenschnur. Dem lag der Glaube an eine geordnete Schöpfung zugrunde. Dabei wurde die Reihenfolge der Vaterunserbitten umgekehrt, gemäß dem Gedanken eines Aufstiegs zur göttlichen Ordnung. Solche Figurae waren Lern-, Predigt- und Unterrichtshilfen.
Das Werk Somme le Roi („Garten der Tugend“, 1279) stellte die Vaterunserbitten erstmals allegorisch dar, hier als junge Frauen. Blockbücher wie das Exercitium super Pater noster erläuterten jede Gebetsaussage mit Bildern und boten so eine eigenständige, geschlossene, allegorische Bilderzählung.
Seit der Reformation wurden Septenare zum Vaterunser kaum noch mit anderen Septenaren verbunden, auch nicht auf Seiten der Gegenreformation. Anders als ältere Künstler illustrierte Lucas Cranach der Jüngere das Vaterunser durchgängig mit neutestamentlichen Beispielen der Taten Jesu. Die Bilder dienten der Textauslegung und sollten Gottes Gnade und Willen auch Laien deutlich machen.
Nach dem Ersten Weltkrieg fertigte Max Pechstein 1921 Holzdrucke zum Vaterunser an, die mit Stilmitteln des Expressionismus einen sozialkritischen Bezug zur Gegenwart herstellten.
Moderne Vaterunser-Zyklen in Gemälden und Fenstern von Siegfried Angermüller, Henning Diers, Andreas Felger, Jörgen Habedank und Alois Plum benutzen Farbe und Form als Ausdrucksmittel, ohne sich auf konkrete Bibelstellen und aktuelle Zeitgeschichte zu beziehen.

### Vokalmusik
Das Vaterunser wurde in der Geschichte der Musik oft und auf verschiedene Weisen musikalisch vertont. Ab dem 16. Jahrhundert schufen europäische Komponisten Chorwerke zum Vaterunser, darunter Josquin Desprez, Adrian Willaert, Cristóbal de Morales, Nicolas Gombert, Jakob Arcadelt, Giovanni Pierluigi da Palestrina, Jacobus Gallus, Heinrich Schütz, Otto Nicolai, Franz Liszt, Giuseppe Verdi, Max Reger, Igor Strawinsky, Günter Raphael und Pēteris Vasks (1991). Weitere Chorwerke verarbeiten Luthers Vaterunserlied (EG 344), so von Johannes Driessler, Sixt Dietrich, Johannes Eccard, Hans Leo Haßler, Orlando di Lasso, Michael Praetorius und Samuel Scheidt. Werke für Singstimmen mit Instrumenten zum Vaterunser oder zu Luthers Vaterunserlied schrieben Heinrich Schütz, Dietrich Buxtehude, Johann Sebastian Bach (Kantaten BWV 90, 101, 102, 245), Günter Raphael, Franz Liszt, Leoš Janáček, Frank Martin und Heinz Werner Zimmermann. Peter Cornelius schuf einen Zyklus von neun Sololiedern zu Einzelbitten des Vaterunsers und eigenen Gedichten (op. 2, 1921), Max Gulbins ein Lied für Frauenstimme und Orgel (op. 29, 1906).
Weitere Chor- und Orchesterwerke zum Vaterunser stammen von Max Baumann (op. 51, 1955), Hans Georg Bertram (2002/2003), Joachim Camerarius der Ältere (16. Jh.), Rihards Dubra, Maurice Duruflé (1977), Thomas Fortmann (1983), Friedrich Theodor Fröhlich (1832), Christian Geist (ca. 1684), Gustav Gunsenheimer, Stefan Hippe (2001), Gottfried August Homilius (1777), Lorenz Maierhofer (2008), Giacomo Meyerbeer, Arvo Pärt (2005), Carlo Pedini (2000), Sergei Wassiljewitsch Rachmaninow (Op. 31, 1910), Christian Ritter (ca. 1681), Hugo Röhr (1904), Miklós Rózsa (1961), John Serry senior (1992), Clive Strutt (2015), Pjotr Iljitsch Tschaikowski (1878) und Felix Woyrsch.

### Instrumentalmusik
Werke für Orgel zu Luthers Vaterunserlied schufen unter anderen Samuel Scheidt, Johann Ulrich Steigleder, Johann Sebastian Bach (BWV 636, 682, 683), Felix Mendelssohn Bartholdy (op. 65,6) und Manfred Kluge (1963).
Vaterunserwerke für andere Instrumente oder Orchester schufen Mikalojus Konstantinas Čiurlionis (op. 17,1; 1904), Walter Steffens (1984), Leonard Bernstein (in Mass, 1973), Peter Michael Braun (2004), Luigi Cherubini, Charles Gounod, Pjotr Iljitsch Tschaikowski.

### Popularmusik
Als Volkslied oder Schlager vertonten das Vaterunser auf Englisch etwa Albert Hay Malotte (The Lord's prayer, 1935), auf Deutsch Gotthilf Fischer (1976) und Hanne Haller (2003). Als englischen Popsong vertonte es Cliff Richard (The Millenium Prayer, 1999), als deutschsprachigen Solosprechgesang Xavier Naidoo und die Söhne Mannheims (2004).
Als Rockmusik vertonte Prince das Vaterunser für sein Album Controversy (1981). Damit begann er mit einer schwarzen, prophetisch-sozialen Botschaft zu experimentieren. Der Deutschrock-Sänger Marius Müller-Westernhagen schrieb für sein Album Jaja (1992) den Song Vater unser. Die Techno-Band E Nomine veröffentlichte 1999 auf ihrem Album Das Testament den Song Vater Unser. Er kombiniert sonoren Sprechgesang von biblischem und lateinischem Text mit synthetischen Klängen und Rhythmen.
Das Konzeptalbum Opium fürs Volk (1996) der Punkrock-Band Die Toten Hosen beginnt mit dem Song Vaterunser. Er bietet den Gebetstext rein vokal mit Anklängen an den Gregorianischen Choral. Der Folgetitel Mensch konfrontiert das Gebet mit der menschlichen Realität. Auch die weiteren Titel und das CD-Booklet ordnen das Gebet in eine schonungslose Religions- und Gesellschaftskritik ein.

## Einzelbelege
1. ↑  Manfred Seitz: Art. Vaterunser III.. In: Theologische Realenzyklopädie (TRE). Band 34, de Gruyter, Berlin / New York 2002, ISBN 3-11-017388-3, S. 516–527.
2. ↑  Griechische Fassung bei Barbara Aland, Kurt Aland (Hrsg.): Novum Testamentum Graece. 27. Auflage, Deutsche Bibelgesellschaft, Stuttgart 2001, ISBN 3-438-05115-X
3. 1 2  Übersetzung nach Rudolf Pesch, Reinhard Kratz, Ulrich Wilckens: Synoptisches Arbeitsbuch zu den Evangelien, Band 2. Gütersloher Verlagshaus Gerd Mohn, Gütersloh 1980, ISBN 978-3-545-23027-9, S. 17
4. ↑  Klaus Haacker: Was Jesus lehrte, Neukirchen-Vluyn 2010, S. 18–20
5. ↑  Jürgen Wehnert: Zum Vaterunser in der Didache. In: Florian Wilk (Hrsg.): Das Vaterunser in seinen antiken Kontexten, Göttingen 2016, S. 159 und Fn. 55
6. ↑  Rainer Riesner: Jesus als Lehrer. Eine Untersuchung zum Ursprung der Evangelien-Überlieferung. Mohr Siebeck, Tübingen 1981, S. 446
7. ↑  Klaus Haacker: Was Jesus lehrte, Neukirchen-Vluyn 2010, S. 21f.
8. ↑  Klaus Haacker: Was Jesus lehrte, Neukirchen-Vluyn 2010, S. 23
9. ↑  Peter von der Osten-Sacken: Das Vaterunser als Zugang zum Matthäusevangelium. In: Florian Wilk: Das Vaterunser in seinen antiken Kontexten, Göttingen 2016, S. 103–124, hier S. 103f.
10. ↑  Klaus Haacker: Was Jesus lehrte, Neukirchen-Vluyn 2010, S. 16f.
11. ↑  Wiard Popkes: Gebet des Herrn. In: Helmut Burkhardt (Hrsg.): Das große Bibellexikon Band 2, Wuppertal 1996, S. 636
12. ↑  Günter Unger: Das Vaterunser, Stuttgart 2016, S. 14ff.
13. ↑  Klaus Haacker: Was Jesus lehrte, Neukirchen-Vluyn 2010, S. 155–157 und Fn. 4–9
14. ↑  Ulrich Mell: Gehört das Vater-Unser zur authentischen Jesus-Tradition? (Mt 6,9-13; Lk 11,2-4) Berliner Theologische Zeitschrift, Berlin 1994, S. 148–180
15. ↑  Klaus Haacker: Anhang 2: Stammt das Vaterunser etwa nicht von Jesus? In: Klaus Haacker: Was Jesus lehrte, Neukirchen-Vluyn 2010, S. 257–263
16. ↑  Martin Hengel, Anna Maria Schwemer: Jesus und das Judentum. Mohr Siebeck, Tübingen 2007, ISBN 978-3-16-149359-1, S. 408 und 417.
17. ↑  Klaus Haacker: Was Jesus lehrte, Neukirchen-Vluyn 2010, S. 25
18. ↑  Joseph Heinemann: The Background of Jesus' Prayer in the Jewish Liturgical Tradition. In: Jakob Josef Petuchowski, Michael Brocke (Hrsg.): The Lord's Prayer and Jewish Liturgy. Seabury Press, 1978, ISBN 0-8164-0381-3, S. 81–89, hier S. 88
19. ↑  Elke Tönges: „Unser Vater im Himmel“: Die Bezeichnung Gottes als Vater in der tannaitischen Literatur. Kohlhammer, Stuttgart 2003, ISBN 978-3-17-016584-7
20. ↑  Gerd Theißen, Annette Merz: Der historische Jesus. Ein Lehrbuch. 4. Auflage, Vandenhoeck & Ruprecht, Göttingen 2011, ISBN 978-3-525-52198-4, S. 231 (Zitate ebd.)
21. ↑  Klaus Haacker: Was Jesus lehrte, Neukirchen-Vluyn 2010, S. 116f.
22. ↑  Klaus Haacker: Was Jesus lehrte, Neukirchen-Vluyn 2010, S. 32
23. ↑  Klaus Haacker: Was Jesus lehrte, Neukirchen-Vluyn 2010, S. 176f.
24. ↑  Michael Jonas: Mikroliturgie: Liturgische Kleinformeln im frühen Christentum. Mohr Siebeck, Tübingen 2015, ISBN 978-3-16-154224-4, S. 76
25. ↑  Günther Schwarz: Worte des Rabbi Jeschu: eine Wiederherstellung. Styria, Graz/Wien 2003, ISBN 3-222-13132-5; Verlag zog die Ausgabe zurück.
26. ↑  Bernhard Lang (Hrsg.): International Review of Biblical Studies, Volume 50 (2003–2004). Brill, Leiden 2005, ISBN 90-474-0540-4, S. 185 (Rezension)
27. ↑  Markus Tiwald: Krude Fantasien. Furche.at, 18. Dezember 2003
28. ↑  Ursula Schattner-Rieser: Abba. Vaterunser: The Lord’s Prayer in the Context of Jewish-Aramaic Prayer Traditions in the Time of Jesus. In: Daniel A. Smith, Christoph Heil (Hrsg.): Prayer in the Sayings Gospel Q. Mohr Siebeck, Tübingen 2019, ISBN 978-3-16-156660-8, S. 23–56
29. ↑  Eberhard Nestle, Erwin Nestle, Barbara Aland, Kurt Aland et al. (Hrsg.): Novum Testamentum Graece et Latine. 28. revidierte Auflage, Deutsche Bibelgesellschaft, Stuttgart 2014, ISBN 978-3-438-05163-9, S. 22
30. ↑  Günter Unger: Das Vaterunser, Stuttgart 2016, S. 121
31. ↑  Siegfried Heinimann: Oratio Dominica Romanice: Das Vaterunser in den romanischen Sprachen von den Anfängen bis ins 16. Jahrhundert mit den griechischen und lateinischen Vorlagen. De Gruyter, Berlin 2018, ISBN 978-3-11-096386-1, S. 77
32. ↑  Okko Herlyn: Das Vaterunser, Neukirchen-Vluyn 2017, S. 122
33. ↑  Gerhard J. Bellinger: Der Catechismus Romanus und die Reformation. Georg Olms Verlag, Hildesheim 1987, ISBN 978-3-487-41457-7, S. 44 f.
34. ↑  Wilhelm Leber (Hrsg.): Neuapostolische Kirche International: Liturgie der Gottesdienste der Neuapostolischen Kirche, Band I. Bischoff, Neu-Isenburg 2010, S. 6
35. ↑  Herbert Goltzen: Ökumenische Gebets- und Bekenntnistexte. In: Jahrbuch für Liturgik und Hymnologie. Band 16, 1971, ISSN 0075-2681, S. 119–133
36. ↑  Horst Dieter Schlosser: Lebens- und Erfahrungsräume in altsächsischen Texten. In: Andrea Hohmeyer, Jasmin S. Rühl, Ingo Wintermeyer (Hrsg.): Spurensuche in Sprach- und Geschichtslandschaften: Festschrift für Ernst Erich Metzner. LIT-Verlag, Münster 2003, ISBN 978-3-8258-6565-8, S. 463–476, hier S. 464
37. ↑  Luis Gil Fernández: Versiones del ‘Pater Noster’ al castellano en el Siglo de Oro. (PDF; 1,4 MB). In: Excerpta philologica. Revista de filología griega y latina de la Universidad de Cádiz. ISSN 1132-7723, Jg. 1 (1991), Nr. 1, S. 281–297
38. ↑  Ulrich Luz: Das Evangelium nach Matthäus, Teil 1: Mt 1–7. 5., völlig neubearbeitete Auflage, Neukirchener Verlag, Neukirchen-Vluyn 2002, ISBN 978-3-545-23135-1, S. 345–347
39. 1 2 3  Papst plädiert für neue Übersetzung des Vaterunser. Zeit, 7. Dezember 2017
40. ↑  Julia Lauer: Mit einer Stimme beten. Domradio, 28. Februar 2018
41. ↑  Neues Vaterunser für Italiens Katholiken. Österreichischer Rundfunk (ORF), 29. Januar 2020
42. ↑  Zur aktuellen Diskussion über die Vaterunser-Bitte „Und führe uns nicht in Versuchung“: Stellungnahme der Glaubenskommission. DBK.de, 25. Januar 2018
43. ↑  Clara Pfeffer, Florentine Fritzen: Textänderung wird abgelehnt: Das Vaterunser bleibt. Frankfurter Allgemeine Zeitung (FAZ), 17. Dezember 2017
44. ↑  Thomas Wagner: Übersetzung als konfessionelle Exegese? Rezensionszeitschrift zur Literaturübersetzung (ReLÜ), Ausgabe 17, Dezember 2017
45. ↑  Gunnar Garleff: Urchristliche Identität in Matthäusevangelium, Didache und Jakobusbrief. LIT Verlag, Münster 2004, ISBN 978-3-8258-7928-0, S. 124, Fn. 174
46. 1 2  Günter Hartmann: Pater Noster. In: Ralf Noltensmeier (Hrsg.): Metzler Sachlexikon Musik. Springer, Wiesbaden 1998, ISBN 978-3-476-05199-8, S. 805
47. ↑  Rhabanus Erbacher, Roman Hofer, Godehard Joppich (Hrsg.): Benediktinisches Antiphonale, Band I – Vigil, Laudes. Vier-Türme-Verlag, Schwarzach am Main 2021, ISBN 978-3-7365-0386-1, S. 429
48. ↑  Die Sprache Deutsch: Eine Ausstellung des Deutschen Historischen Museums von 2008. Sandstein Verlag, Berlin 2010, ISBN 978-3-940319-57-9, S. 50
49. ↑  Wilfried Hartmann: Karl der Große. Kohlhammer, Stuttgart 2015, ISBN 978-3-17-025573-9, S. 194
50. ↑  Katechismus der Katholischen Kirche, Nr. 2759–2856.
51. ↑  Jürgen Bärsch, Winfried Haunerland: Liturgiereform und Bistum: Gottesdienstliche Erneuerung nach dem Zweiten Vatikanischen Konzil. Friedrich Pustet, Regensburg 2013, ISBN 978-3-7917-7020-8, S. 74f.
52. ↑  Wortlaut des Embolismus im Katechismus der Katholischen Kirche. Neuübersetzung aufgrund der Editio typica Latina. Oldenbourg, München 2007, ISBN 978-3-486-58145-4, S. 715
53. ↑  Liborius Olaf Lumma: Crashkurs Liturgie: Eine kurze Einführung in den katholischen Gottesdienst. Friedrich Pustet, Regensburg 2024, ISBN 978-3-7917-6264-7, S. 115
54. 1 2  Konfessionskundliches Institut (Hrsg.): Was eint? Was trennt? Ökumenisches Basiswissen. 2. überarbeitete Auflage, Vandenhoeck & Ruprecht, Göttingen 2002, ISBN 3-525-87192-9, S. 37
55. ↑  Ilie Ursa, Ioan-Vasile Leb, Kōnstantinos Nikolakopoulos (Hrsg.): Die orthodoxe Kirche in der Selbstdarstellung: ein Kompendium. LIT Verlag, Münster 2016, ISBN 978-3-643-12844-7, S. 149
56. ↑  Hildegard Schaeder, Karl Pinggéra: Impulse für die evangelisch-orthodoxe Begegnung: ausgewählte Schriften von 1949 bis 1972. LIT Verlag, Münster 2016, ISBN 978-3-643-13529-2, S. 172
57. ↑  Martin Klöckener, Reinhard Meßner (Hrsg.): Gottesdienst der Kirche Handbuch der Liturgiewissenschaft: Wissenschaft der Liturgie Band 1.1: Begriff, Geschichte, Konzepte. Friedrich Pustet, Regensburg 2022, S. 127–130
58. ↑  Anne Käfer: Systematisch-theologishe Einordnung des VELKD-Agendenwerks. In: Konstanze Kemnitzer (Hrsg.): Gussformen der Gottesdienstgestaltung: Das Agendenwerk der VELKD zwischen Neuaufbruch und Restauration. Evangelische Verlagsanstalt, Leipzig 2021, ISBN 978-3-374-06830-2, S. 67–80, hier S. 69
59. ↑  Helmut Schwier: Dienst an Wort und Sakrament mit der Gemeinde. Unsere Perspektiven auf die VELKD-Agende I. In: Konstanze Kemnitzer: Gussformen der Gottesdienstgestaltung, Leipzig 2021, S. 219–234, hier S. 230
60. ↑  Udo Hildenbrand: Das Einheitsgesangbuch Gotteslob: Eine theologische Analyse der Lied- und Gesangtexte in ekklesiologischer Perspektive. Peter Lang, Frankfurt am Main 2009, ISBN 978-3-631-58176-6, S. 986, 988, 1077 und öfter
61. 1 2 3 4 5  Günter Hartmann: Pater Noster. In: Ralf Noltensmeier (Hrsg.): Metzler Sachlexikon Musik. Wiesbaden 1998, S. 806
62. ↑  F. Irenäus Herzberg (Hrsg.): Nordisch-katholisches Sakramentar. Ergänzungsband Pontificale parvum & Kalendarium. St. Ambrosius-Verlag, Mönchengladbach 2020, ISBN 978-3-7519-8908-4, S. 58
63. ↑  Evangelisches Gesangbuch: Ausgabe für die Evangelisch-Lutherischen Kirchen in Niedersachsen und für die Bremische Evangelische Kirche. (1994) 3. Auflage, Evangelische Verlagsanstalt, Leipzig 2019, ISBN 978-3-525-64205-4, S. 960 (Alphabetisches Inhaltsverzeichnis)
64. ↑  Ilsabe Alpermann et al.: Ich lobe meinen Gott, der aus der Tiefe mich holt: Hymnologische Kommentare zu den Liedern im Ergänzungsheft zum Evangelischen Gesangbuch. Jan Janssen zum 60. Geburtstag. Vandenhoeck & Ruprecht, Göttingen 2023, ISBN 978-3-647-50034-8, S. 64f.
65. ↑  Stefan Schweyer: Freikirchliche Gottesdienste: Empirische Analysen und theologische Reflexionen. Evangelische Verlagsanstalt, Leipzig 2020, ISBN 978-3-374-06711-4, S. 246f.
66. ↑  Heinzpeter Hempelmann: Bibel, Hermeneutik und der weiße Elefant im Raum. Warum uns der gemeinsame Umgang mit der Schrift entzweit und wie wir damit umgehen (können). In: Theologische Beiträge 54 (2023), Heft 2, S. 70–88, hier S. 73
67. ↑  Edgar Papp: Auslegung des Vaterunsers. In: Burghart Wachinger et al. (Hrsg.): Die deutsche Literatur des Mittelalters. Verfasserlexikon. Band 1 (‘A solis ortus cardine’ – Colmarer Dominikanerchronist). 2., völlig neu bearbeitete Auflage, De Gruyter, Berlin 1978, ISBN 3-11-007264-5, Spalte 554–556
68. ↑  Alfred Liede: Artikel Parodie. In: Paul Merker, Werner Kohlschmidt, Wolfgang Mohr, Wolfgang Stammler (Hrsg.): Reallexikon der deutschen Literaturgeschichte Band 3: p-sk. De Gruyter, Berlin 2012, ISBN 978-3-11-087956-8, S. 12–72, hier S. 62f.
69. ↑  Ulrich Rehm, Florian Trenner: Die bildliche Auslegung des Vaterunsers im Mittelalter, München 2004, S. 27 und 92
70. ↑  Ulrich Rehm: Bebilderte Vaterunser-Erklärungen des Mittelalters, Baden-Baden 1994, S. 229
71. ↑  Ulrich Rehm: Bebilderte Vaterunser-Erklärungen des Mittelalters, Baden-Baden 1994, S. 172
72. ↑  Ulrich Rehm, Florian Trenner: Die bildliche Auslegung des Vaterunsers im Mittelalter, München 2004, S. 97–99
73. ↑  Exercitium super Pater noster. Universität Mons, 24. Oktober 2018 (PDF; 31 MB)
74. ↑  Ulrich Rehm: Bebilderte Vaterunser-Erklärungen des Mittelalters, Baden-Baden 1994, S. 230–232
75. ↑  Ulrich Rehm: Bebilderte Vaterunser-Erklärungen des Mittelalters, Baden-Baden 1994, S. 21
76. ↑  Elke Anna Werner, Anne Eusterschulte, Gunnar Heydenreich: Lucas Cranach der Jüngere und die Reformation der Bilder, Band 2. Hirmer, München 2015, ISBN 978-3-7774-2368-5, S. 50
77. ↑  Max Pechstein: Das Vater Unser, 1921, auf st.museum-digital.de
78. ↑  Gerd Presler: Max H. Pechstein: Das Vaterunser. PDF
79. ↑  Vaterunser-Zyklus „Gott ist rund“, auf saga-kunst.de
80. ↑  VaterUnser Zyklus, auf diersign.de
81. ↑  Werkzyklen/Vaterunser. Andreas Felger Kulturstiftung
82. ↑  Jörgen Habedank: Sakrale Themen.
83. ↑  Die Fenster der Pfarrkirche St. Bartholomäus. morlautern.de
84. ↑  Hartmut Krones: Multikulturelle und internationale Konzepte in der Neuen Musik. Böhlau, Wien 2008, ISBN 978-3-205-77501-0, S. 456
85. ↑  Neue Zeitschrift für Musik, Band 74. Schott, Mainz 1969, S. 302
86. ↑  Hans Klotz: Das Buch von der Orgel: Über Wesen und Aufbau des Orgelwerkes, Orgelpflege und Orgelspiel. 14. Auflage, Bärenreiter, Kassel 2012, ISBN 978-3-7618-0826-9, S. 166
87. ↑  Thomas Schipperges: Musik und Bibel Band 2 Neues Testament: 111 Figuren und Motive, Themen und Texte. Bärenreiter, Kassel 2015, ISBN 978-3-7618-7006-8, S. 204
88. ↑  Zada Johnson: “Dear Mr. Man”: The Socially conscious Music of Prince als Black Prophetic Fire. In: Suzanne Castle et al.: Theology and Prince. Lexington Books, London 2019, ISBN 978-1-978704-18-3, S. 19–44, hier S. 26
89. ↑  Uwe Böhm, Gerd Buschmann: Popmusik – Religion – Unterricht. Modelle und Materialien zur Didaktik von Popularkultur. LIT Verlag, Münster 2000, ISBN 978-3-8258-5179-8, S. 160 und Fn. 13
90. ↑  Uwe Böhm, Gerd Buschmann: Popmusik – Religion – Unterricht, Münster 2000, S. 175–177
91. ↑  Uwe Böhm, Gerd Buschmann: Popmusik – Religion – Unterricht, Münster 2000, S. 209–216